# Paraleptophlebia
Paraleptophlebia is een geslacht van haften (Ephemeroptera) uit de familie Leptophlebiidae.

## Soorten
Het geslacht Paraleptophlebia omvat de volgende soorten:
- Paraleptophlebia adoptiva
- Paraleptophlebia altana
- Paraleptophlebia aquilina
- Paraleptophlebia assimilis
- Paraleptophlebia associata
- Paraleptophlebia bicornuta
- Paraleptophlebia bruneipennis
- Paraleptophlebia cachea
- Paraleptophlebia calcarica
- Paraleptophlebia californica
- Paraleptophlebia cincta
- Paraleptophlebia clara
- Paraleptophlebia curvata
- Paraleptophlebia debilis
- Paraleptophlebia erratica
- Paraleptophlebia falcula
- Paraleptophlebia georgiana
- Paraleptophlebia gregalis
- Paraleptophlebia guttata
- Paraleptophlebia helena
- Paraleptophlebia heteronea
- Paraleptophlebia japonica
- Paraleptophlebia jeanae
- Paraleptophlebia jenseni
- Paraleptophlebia kirchneri
- Paraleptophlebia lacustris
- Paraleptophlebia longilobata
- Paraleptophlebia magica
- Paraleptophlebia memorialis
- Paraleptophlebia moerens
- Paraleptophlebia mollis
- Paraleptophlebia ontario
- Paraleptophlebia packi
- Paraleptophlebia placeri
- Paraleptophlebia praepedita
- Paraleptophlebia quisquilia
- Paraleptophlebia ruffoi
- Paraleptophlebia rufivenosa
- Paraleptophlebia sculleni
- Paraleptophlebia spina
- Paraleptophlebia spinosa
- Paraleptophlebia sticta
- Paraleptophlebia strandii
- Paraleptophlebia strigula
- Paraleptophlebia submarginata
- Paraleptophlebia swannanoa
- Paraleptophlebia temporalis
- Paraleptophlebia traverae
- Paraleptophlebia vaciva
- Paraleptophlebia vladivostokica
- Paraleptophlebia volitans
- Paraleptophlebia werneri
- Paraleptophlebia westoni
- Paraleptophlebia zayante